# Xã Elkhorn Grove, Quận Carroll, Illinois
Xã Elkhorn Grove (tiếng Anh: Elkhorn Grove Township) là một xã thuộc quận Carroll, tiểu bang Illinois, Hoa Kỳ. Năm 2010, dân số của xã này là 229 người.